# Manoir de la Gauberdière
Le manoir de la Gauberdière est une demeure des XVe-XVIe – XVIIIe siècles qui se dresse sur le territoire de l'ancienne commune française de La Rouge, dans le département de l'Orne, en région Normandie.

## Localisation
Le manoir est situé au lieu-dit la Gauberdière à la Rouge au sein de la commune nouvelle de Val-au-Perche, dans le département français de l'Orne.

## Historique
L'édifice actuel date de la fin du XVe siècle ou du début du XVIe siècle. La chapelle est édifiée pendant la Renaissance et les communs au XVIIIe siècle.

## Description
Le manoir des XVe – XVIe siècles se présente sous la forme d'un logis en équerre flanqué sur l'un des petits côtés d'une tour ronde, et sur le grand côté extérieur de l'autre aile, d'une tourelle polygonale à usage d'escalier.

## Protection
Le logis, y compris le four à pain contigu ; les façades et toitures de la chapelle ; les façades et toitures des communs sont inscrits au titre des monuments historiques par arrêté du 1er juin 1995.